# Luminus Arena
A Luminus Arena é um estádio multi-uso localizado na cidade de Genk, na Bélgica. Atualmente é usado principalmente para jogos de futebol, principalmente do Genk. O estádio tem capacidade para 24.956 espectadores.
Antes do início da temporada 2007–2008, o estádio era conhecido como "Fenixstadion". No entanto, no início de 2007, o Genk assinou um acordo com a cervejaria Alken-Maes para alugar o nome do estádio por um período de 5 anos, mudando o nome para Cristal Arena. Em 2016, o nome foi alterado para Luminus Arena, em homenagem à empresa belga Luminus, o novo patrocinador do estádio. 
A Bélgica jogou duas partidas no local, ambas em 2009: um amistoso contra a Eslovênia; e um confronto das eliminatórias da Copa do Mundo FIFA de 2010, sendo derrotada pela Bósnia e Herzegovina, por 4–2.